# Dugald Malcolm
Dugald Malcolm, CMG, CVO, TD (* 22. Dezember 1917; † 16. Februar 2000) war ein britischer Diplomat, der unter anderem von 1966 bis 1970 Botschafter in Luxemburg, zwischen 1971 und 1974 Botschafter in Panama sowie zuletzt von 1975 bis 1977 Gesandter beim Heiligen Stuhl war.

## Leben
Dugald Malcolm war das jüngste Kind von drei Kindern und der zweite Sohn von Generalmajor Sir Neill Malcolm, KCB, DSO, und dessen Ehefrau Lady Angela Malcolm. Nach dem Besuch des renommierten Eton Colleges absolvierte er ein Studium am New College der University of Oxford, das er mit einem Master of Arts (M.A.) beendete. Während seines Studiums absolvierte er eine Ausbildung zum Reserveoffizier im Officers’ Training Corps (OTC) der Universität und wurde am 11. März 1938 als University Candidate zum Leutnant (Second Lieutenant) befördert. Während des Zweiten Weltkrieges diente er von 1939 bis 1945 als Offizier im Linieninfanterieregiment Argyll and Sutherland Highlanders (Princess Louise’s) und wurde zuletzt zum Hauptmann (Captain) befördert. Er wurde bei einem Kampfeinsatz verwundet und erhielt für seine Verdienste 1945 die Territorial Decoration (TD).
Nach Kriegsende trat Malcolm 1945 in den diplomatischen Dienst (HM Foreign Service) des Außenministeriums (Foreign Office ein und wurde am 22. Dezember 1945 zum Beamten Achten Grades (Officer Eightth Grade) sowie am 11. August 1949 zum Beamten Siebten Grades (Officer Seventh Grade) befördert. Am 1. September 1955 erfolgte seine Ernennung zum Konsul in Seoul. Nach seiner Rückkehr übernahm Cheke im Außenministerium von Marcus Cheke den Posten als Vizemarschall des diplomatischen Korps (Vice-Marshal of the Diplomatic Corps) und bekleidete diesen bis 1965, woraufhin Lees Mayall seine Nachfolge antrat. Zugleich fungierte er nach seiner Beförderung zum Beamten Sechsten Grades des höheren Dienstes (HM Foreign Service Officer Sixth Grade of Branch A) am 2. Januar 1961 zwischen 1961 und 1965 auch als Leiter des Referats Protokoll und Konferenzen (Head of the Protocol and Conference Department). Für seine Verdienste in dieser Verwendung wurde er am 13. Juni 1964 Commander des Royal Victorian Order (CVO) sowie am 1. Januar 1966 auch Companion des Order of St Michael and St George (CMG).
Am 9. Juli 1966 löste Dugald Malcolm Geoffrey Aldington als Botschafter in Luxemburg ab und bekleidete dieses Amt bis 1970, woraufhin John Roper seine dortige Nachfolge antrat. Als solcher wurde er am 9. Juli 1966 zugleich Generalkonsul in Luxemburg-Stadt. Im Anschluss übernahm er am 23. Januar 1971 von Ronald Stratford Scrivener den Posten als Botschafter in Panama und hatte diesen bis zu seiner Ablösung durch Robert Michael John 1974 inne. Zuletzt wurde er im Juni 1975 Gesandter beim Heiligen Stuhl und trat dort die Nachfolge von Desmond Crawley an. Er verblieb auf diesem Posten bis zum Erreichen der Altersgrenze von 60 Jahren 1977 und wurde daraufhin 1978 von Geoffrey Allan Crossley abgelöst.
Dugald Malcolm, der auch zur Leibgarde der Königin in Schottland (Royal Company of Archers) gehörte, war zwei Mal verheiratet. In erster Ehe heiratete er am 22. Juni 1957 Patricia Anne Gilbert-Lodge. Aus dieser Ehe ging die Tochter Helen Katharine Lucy Malcolm (* 1962) hervor. In zweiter Ehe heiratete er Margaret Roy Anderson, Tochter des Geistlichen Reverend R. P. R. Anderson.